# 장 피에르 폴나레프
장 피에르 폴나레프는 만화 죠죠의 기묘한 모험 3,5부 조연이다.

## 스토리
육신의싹에 조종당해 악역으로 등장했고 주인공 일행을 죽이려 하지만 압둘이 저지한다 그리고 죠타로가 육신의 싹을 제거 해주고 그후 주인공 일행과 함께한다 그리고 죠타로 일행과 DIO를 쓰러트린 후 공항에서 죠타로와 죠셉에게 작별 인사를 한다. 그후 죠타로와 스탠드 화살을 훔쳐간 디아볼로를 추적하게 되고. 디아볼로를 결국 찾아내지만 죠타로에게 연락을 할 수가 없어 혼자 디아볼로랑 싸우게 된다. 하지만 결국 팔다리가 잘리고 져버렸다. 그 후 폴나레프는 어느 집에서 숨어 살게된다. 폴나레프가 실수로 스탠드 구현의 화살을 서랍 모서리 안쪽에 떨어뜨리게 되고 팔이 안 닿아 실버 채리엇으로 줍게 되는데 실수로 화살에 찔려버려 실버 채리엇이 레퀴엠이 된다 그 후 스탠드 화살의 또 다른 비밀을 알아버린 폴나레프는 이 화살로 디아볼로를 없애줄 사람들을 찾다 죠르노 일행과 만나게 된다. 그리고 레퀴엠 화살을 죠르노 일행에게 전해주려다 디아볼로의 킹크림슨에 의해 살해당한줄 알았지만 죽기 직전에 실버 체리엇 레퀴엠의 능력으로 인하여 거북이와 영혼이 바뀌어 부차라티가 죽었는데 살아있는거처럼 현재 거북이의 몸에서 살며 죠르노를 따르며 레퀴엠 화살을 보관하고 있다

## 실버 채리엇
```
[ 파괴력 - C / 스피드 - A / 사정거리 - c / 지속력 - c / 정밀동작성 - B/ 성장성 - C ]
```

실버 채리엇은 폴나레프의 스탠드이다. 손에 달린 펜싱칼로 빠르게 공격한다. 근거리 스탠드여서 사정거리가 짧지만 창 던지기라는 기술로 보완했다. 러쉬기합은 호라호라이다. 죠죠의 기묘한 모험 5부 황금의 바람에서 화살에 찔려 실버 채리엇 레퀴엠이 된다.

## 실버 채리엇 레퀴엠(S.C.R)
```
[ 파괴력 E / 스피드 E / 사정거리 A / 지속력 A / 정밀동작성 E / 성장성 A ]
```

S.C.R은 특수한 능력이 있는데 S.C.R 주변에 있는 생물들은 잠에 빠지게 되고 영혼이 바뀐다 (추가로 신체도 약간 변화 시킨다) 만약 누군가가 화살을 훔치려고 하면 파괴력이 B로 올라간다